# 백토분청
백토분청(白土粉靑)은 청자기의 표면을 백토분장(白土粉粧)으로 장식한 분청자기의 한 예이다. 태토 위에 부분 또는 전면적으로 백토를 바르는 방법이며 그릇을 백토의 액(液)에 거꾸로 담근 것과 솔이나 풀귀얄로 백토를 발라 그 자국이 남은 것 등 두 가지로 나뉜다. 발생 연대는 확인되지 않았으나 대체로 인화분청이나 감화분청의 기법을 더 간화(簡化)한 것으로 보아 도자기의 발전 연대상 후기(15-16세기)의 형식으로 추측된다. 백토 분청계의 무늬가 훨씬 회화적(繪畵的)이고도 장식성이 증가한 점이 이를 뒷받침한다. 이러한 백토 분청자기 중에는 V형의 작은 완이 많고 사발과 직립(直立)된 구연(口緣)의 병이 있는데 무문(無紋)임이 특색이다. 기형이나 유색(釉色), 백토와 청자 바탕과의 비례가 모두 아름답고 멋있는 귀얄 자국을 지녔다. 오늘날 일본인에 의해 최고급 다기(茶器)로서 애용하는 이 백토 분청기가 궁(宮)의 용기가 아닌 일반인들의 음식기였다는 사실에 조선자기의 미술품으로서의 참 뜻이 있다.

## 같이 보기
- 철화분청